# 32X
32X é um acessório para o console da Sega, Mega Drive, conhecido como Genesis na América do Norte. No Japão, foi distribuído com o nome Sega Super 32X. Na América do Norte, Sega Genesis 32X. Na Europa e Austrália era chamado Mega Drive 32X. No Brasil, era chamado Mega 32X.
O acessório deveria ser inserido na entrada de cartucho do Mega Drive, recebendo cartuchos próprios ou do Mega Drive. Para caber em todas as versões do console, possuía diferentes fundos.

## História

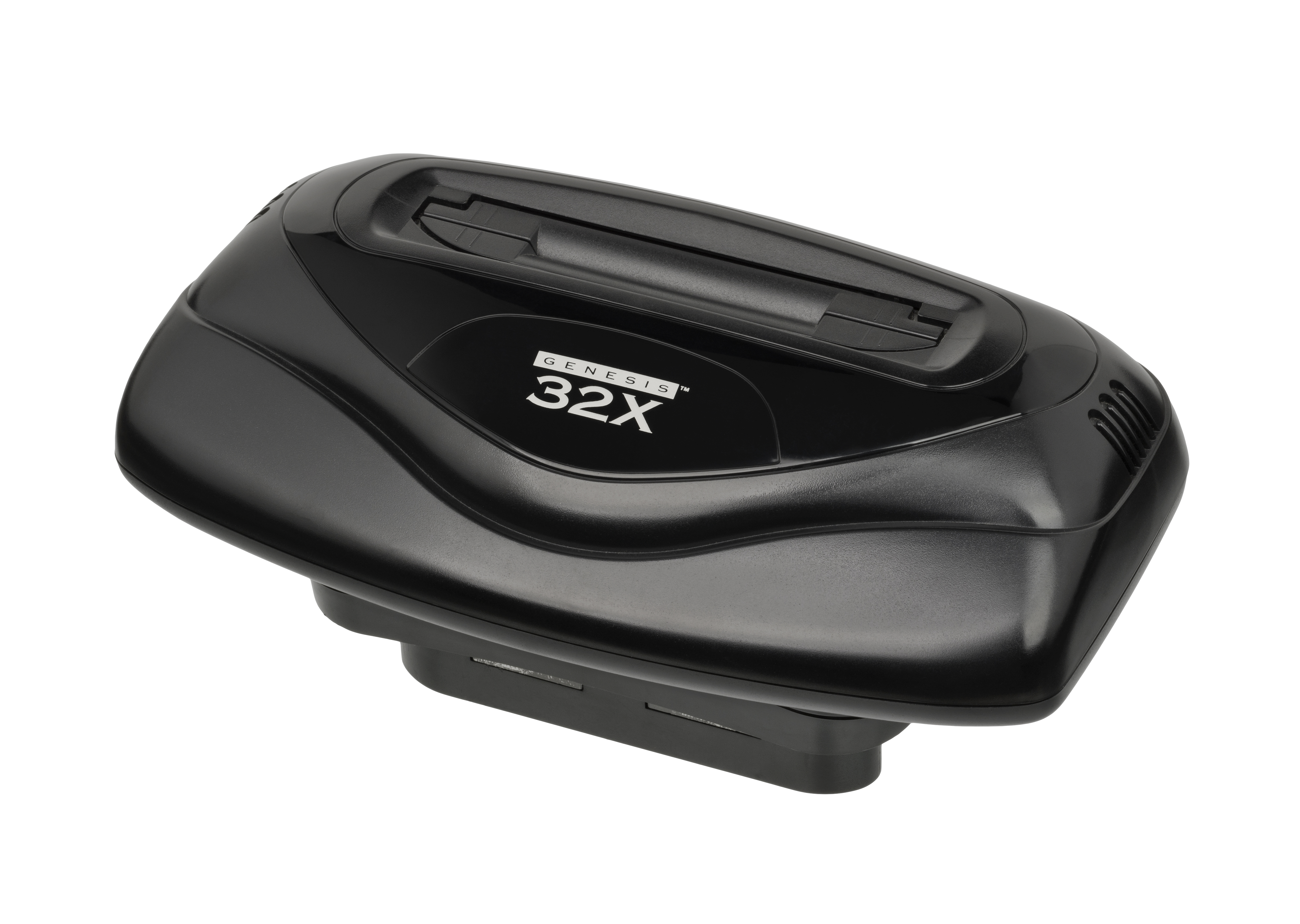
Um 32X não encaixado no Mega Drive.

O 32X nasceu como um dos projetos da Sega para ultrapassar o Super Nintendo tecnologicamente, e seu codinome durante o desenvolvimento era Project Mars (Projeto Marte).
O console teve apenas 39 jogos lançados, dos quais 2 são exclusivos da Europa (DarXide e Fifa 96) e um, do Japão (Sangokushi IV, em inglês Romance of the Three Kingdoms IV). 6 dos 39 jogos eram utilizados junto com o Sega CD, sendo o mais famoso o Night Trap, que apresentava 32 768 cores na tela ao invés das 64 do Sega CD.
O console acabou enfrentando diversos problemas, como a existência paralela do console Sega Saturn, que apresentava-se como um videogame mais adequado a nova geração de consoles considerando as especificações técnicas, e mais adequado também para competir com a nova geração de videogames da Sony e Nintendo.
Pouco antes do lançamento do acessório, a Sega havia lançado Multi-Mega CDX (SEGA CDX na América do Norte) que combinava Mega Drive e SEGA CD em um único hardware. A compatibilidade do Multi-Mega CDX com o Mega 32X foi testada pela Sega, mas reprovada para o consumidor de último minuto. É possível observar nas embalagens do Sega Genesis 32X adesivos colados referenciando que o "32X é compatível com todos os variantes de Mega Drive, exceto o CDX".
Porém, os consumidores descobriram que o 32X funciona perfeitamente em conjunto com o Multi-Mega CDX, com a ressalva de que as laterais do 32X "vazam" para fora da área do CDX -- provável motivo pelo qual a Sega havia reprovado a compatibilidade oficial.

### Sega Neptune
O Sega Neptune foi um console Genesis e 32X dois em um que a Sega planejou lançar no outono de 1995, com o preço de varejo planejado para ser menor que US$ 200. O Neptune foi adiado até 1996, e então foi completamente cancelado com o anúncio do cancelamento da produção do 32X. Electronic Gaming Monthly usaram o Sega Neptune como brincadeira de dia da mentira na edição de Abril de 2001. Essa edição incluiu um pequeno artigo em que os escritos anunciaram que a Sega encontrou um depósito cheio de Sega Neptunes, e estava os vendendo por somente $ 50.